# 닌자 2: 섀도우 어쌔신
《닌자 2: 섀도우 어쌔신》(영어: Ninja: Shadow of a Tear)은 2013년 공개된 미국의 영화로, 2009년 영화 《닌자: 킬 사무라이》의 속편이다.

## 출연

### 주연
- 스콧 앳킨스
- 케인 코스기
- 비데야 판스링감

### 조연
- 히지이 미카
- 스가타 슌
- 찰리 루드포카논
- 무케쉬 바트
- 팀 맨
- 조드 엘 베르니
- 찰리 루드포카논
- 데이빗 부에노

## 기타
- 조감독: 애드리언 보든
- 사운드슈퍼바이저: 채드 J. 휴스
- 미술: 제임스 윌리엄 뉴포트
- 특수효과: 케빈 치스낼
- 배역: 유미 타카다